# ایزاک اردونز
آیزاک اوردونز (به انگلیسی: Isaac Ordonez؛ زادهٔ ۱۵ آوریل ۲۰۰۹) بازیگر آمریکایی است که بیشتر به خاطر بازی در نقش پاگزلی آدامز در سریال کمدی ترسناک ونزدی، شبکه نتفلیکس شناخته می‌شود.

## فعالیت هنری
اوردونز در لس‌ آنجلس، کالیفرنیا متولد و بزرگ شد، و بیشتر دوران کودکی‌اش را در خانه آموزش دید.
اوردونز در تعداد انگشت‌شماری فیلم مستقل و کوتاه و همچنین نقشی جزئی در فیلم دیزنی چین‌خوردگی در زمان، نقش‌آفرینی کرده‌است.
اوردونز در سال ۲۰۲۲ با بازی در نقش پاگزلی آدامز در سریال کمدی ترسناک ونزدی از شبکه نتفلیکس در کنار جنا اورتگا، به شهرت رسید. اوردونز در فصل دوم که قرار است در سال ۲۰۲۵ منتشر شود، به یکی از بازیگران ثابت این سریال تبدیل شود.

## فیلم‌شناسی
| سال        | نام               | نقش              |
| ---------- | ----------------- | ---------------- |
| ۲۰۱۸       | چین‌خوردگی در زمان | چارلز والاس دوبل |
| ۲۰۲۲–اکنون | ونزدی             | پاگزلی آدامز     |